# Petljakov Pe-2
Petljakov Pe-2  (rusky Петляков Пе-2) byl sovětský dvoumotorový střemhlavý bombardér používaný během druhé světové války. Mimo výborného výkonu v roli taktického útočného letounu se osvědčil také jako těžký stíhač, noční stíhač (varianta Pe-3) a jako průzkumný letoun. Pe-2 byl co do počtu nejdůležitějším sovětským bombardérem druhé světové války a na svém vrcholu představoval 75 % sovětských dvoumotorových bombardovacích sil. Sověti vyrobili během války Pe-2 ve větším počtu (11 430 vyrobených kusů) než kteréhokoli jiného dvoumotorového bojového letounu kromě německého Junkersu Ju 88 a britského Vickers Wellingtonu. Několik komunistických vzdušných sil tento typ využívalo po válce, kdy se stal známým pod zpravodajským označením NATO Buck.

## Vývoj
V létě roku 1938 dostala letecká konstrukční kancelář CKB-29 požadavek na konstrukci dvoumotorového rychlého výškového stíhacího letounu. K zalétání dvoumístného prototypu Petljakov VI-100 (Vysotnyj Istrebitěl) vyrobeného v leteckém závodě č. 156, došlo 22. prosince 1939 pilotem P. M. Stěfanovským, avšak zkoušky ještě pokračovaly do května roku následujícího. Motory byly vidlicové dvanáctiválce V. K. Klimova M-105P po 772 kW s turbokompresory TK-3. Letoun měl zabudovány čtyři pevné kanóny ŠVAK ráže 20 mm, pozorovatel/radista ovládal jeden pohyblivý kulomet ŠKAS ráže 7,62 mm. Dne 11. dubna 1940 byl ke zkouškám připraven druhý prototyp VI-100 (Dubljor), který již 15. dubna s pilotem Chripkovem havaroval a již se neopravoval. Bylo rozhodnuto další práce zastavit a na základě vyhodnocení bojů Luftwaffe v Polsku byl zadán požadavek na přeměnu stroje na střemhlavý bombardér.
Koncepce VI-100 tak byla přepracována na PB-100 (Pikirujuščij Bombardirovščik). PB-100 byl poháněn dvojicí motorů VK-105R a vybaven aerodynamickými brzdami, které snižovaly rychlost při střemhlavém letu. Výzbroj se skládala z jednoho pevného kulometu ŠKAS v přídi, jednoho pohyblivého v zadní části pilotní kabiny a jednoho na výklopném závěsu pod trupem za křídlem. Koncem roku 1940 byly dodány první dva sériové kusy, během roku 1941 již bylo vyrobeno 1867 kusů. V lednu 1941 typ obdržel nové označení, Pe-2.
Od června 1942 byl Pe-2 modernizován, aby se zlepšila ochrana před německými stíhačkami. Byla zesílena střelecká výzbroj, nová verze označená Pe-2 FT (Frontovoje Trebovanije) dostala novou otočnou věž s výkyvným kulometem UBT ráže 12,7 mm, který nahradil dříve používaný ŠKAS ráže 7,62 mm. Stejnou zbrojní modernizaci prodělalo i spodní střeliště a kulomety na přídi. Dále bylo zlepšeno pancéřování pilotního prostoru, nosné plochy dostaly aerodynamicky lepší kryty motorů. Letadla vyráběná od února 1943 byla poháněna výkonnějšími motory VK-105PF o výkonu 927 kW (1260 k). Rychlost se tak zvýšila o 40 km/h. Nosnost pum u původních Pe-2 byla 600 kg, čtyři pumy po 100 kg v trupové pumovnici a po jedné 100 kg pumě v malých pumovnicích v motorových gondolách. Pro střemhlavé útoky byly pumy montovány na čtyři závěsníky pod křídlem. Při přetížení a menší zásobě paliva unesl na vnějších závěsech až 1000 kg (4 x 250 kg nebo 2 x 500 kg). Vnější závěsy výrazně snižovaly rychlost a dolet stroje.
Koncem roku 1943 se začala vyrábět varianta Pe-2FZ s modifikovanou střeleckou věží. Další přestavbou byl Pe-2R, dálkový letoun schopný hloubkového i výškového průzkumu. Vybaven byl širokoúhlou kamerou instalovanou v pumovnici.
Ve verzi Pe-2 VI byl letoun přestavěn na těžký stíhač, takto upravené letouny byly zařazeny do výroby, a poté i do výzbroje pod označením Pe-3/Pe-3 bis. Celkem bylo vyrobeno 11 427 exemplářů různých obměn.

## Služba

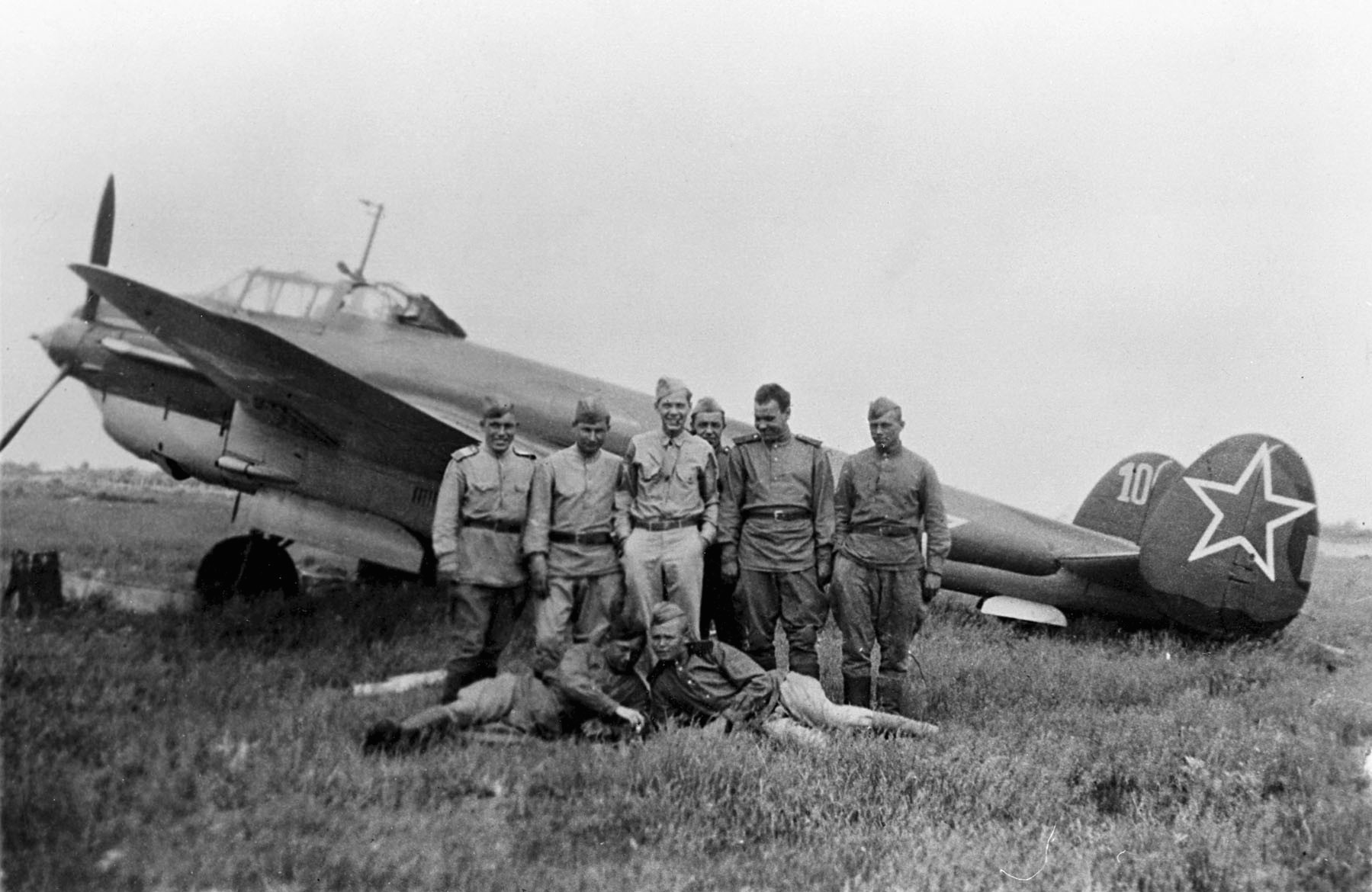
Sovětští piloti a pozemní personál pózují před střemhlavým bombardérem Pe-2 v Poltavě, červen 1944.

Letadla Pe-2 byla Rudé armádě k dispozici již při  přepadení Sovětského svazu nacistickým Německem, ovšem velká část z nich byla zničena. K většímu bojovému nasazení Pe-2 došlo v červenci 1941 u Smolenska. Pe-2 byly během války základním frontovým bombardérem s působnosti na celé linii fronty, nesly značnou část bojové činnosti. Po ukončení bojů v Evropě byly použity k útoku na Japonsko v srpnu 1945.
V průběhu druhé světové války sloužilo několik Pe-2 v řadách finského letectva, koncem války obdržela několik těchto letadel i 1. československá smíšená letecká divize v SSSR. Koncem roku 1944 byl v SSSR formován 1. polský smíšený letecký sbor, mající v sestavě bombardovací divizi se třemi pluky. Jako základní bojový typ byl pro ně vybrán Pe-2FT. Na jaře 1945 se divize přesunula na letiště v osvobozené části Polska, kde nadále probíhalo přeškolování polských osádek.
Po ukončení války sloužily Pe-2 také u letectva Bulharska, Jugoslávie, Polska a Československa. K 1. říjnu 1945 vlastnilo polské letectvo celkem 113 Pe-2FT a 11 cvičně bojových UPe-2. Začátkem 50. let 20. století byly nahrazovány typem Tupolev Tu-2 a dosloužily příchodem proudových strojů Iljušin Il-28.
Třicet dva letouny Pe-2 FT a tři cvičné UPe-2 přilétly v květnu 1946 na letiště Kbely v Praze. V období 20. června až 1. srpna 1946 zde pod vedením sovětských instruktorů kpt. Pantělejeva a por. Katajeva proběhl přeškolovací kurs pro československý létající i pozemní personál. Již 9. května 1946 byl založen bombardovací letecký pluk, kam byla větší část letounů Pe-2 po skončení přeškolovacího kursu zařazena. Zbytek letounů byl uskladněn jako záloha. Stroje zařazené k 1. letce bombardovacího leteckého pluku nesly označení příslušnosti písmeny LV. Základem budované 2. letky byly letouny označované písmeny MU. V létě roku 1947 operovalo československé letectvo s letouny UPe-2 LV-1 a LV-2 a Pe-2FT LV-5 až LV-14 a MU-3 až MU-5 a MU-9 až MU-13. 14. července 1947 pluk přelétl na Slovensko. Petljakovy v Československu sloužily od října 1947 pod označením B/CB-32 do poloviny roku 1951.

## Uživatelé

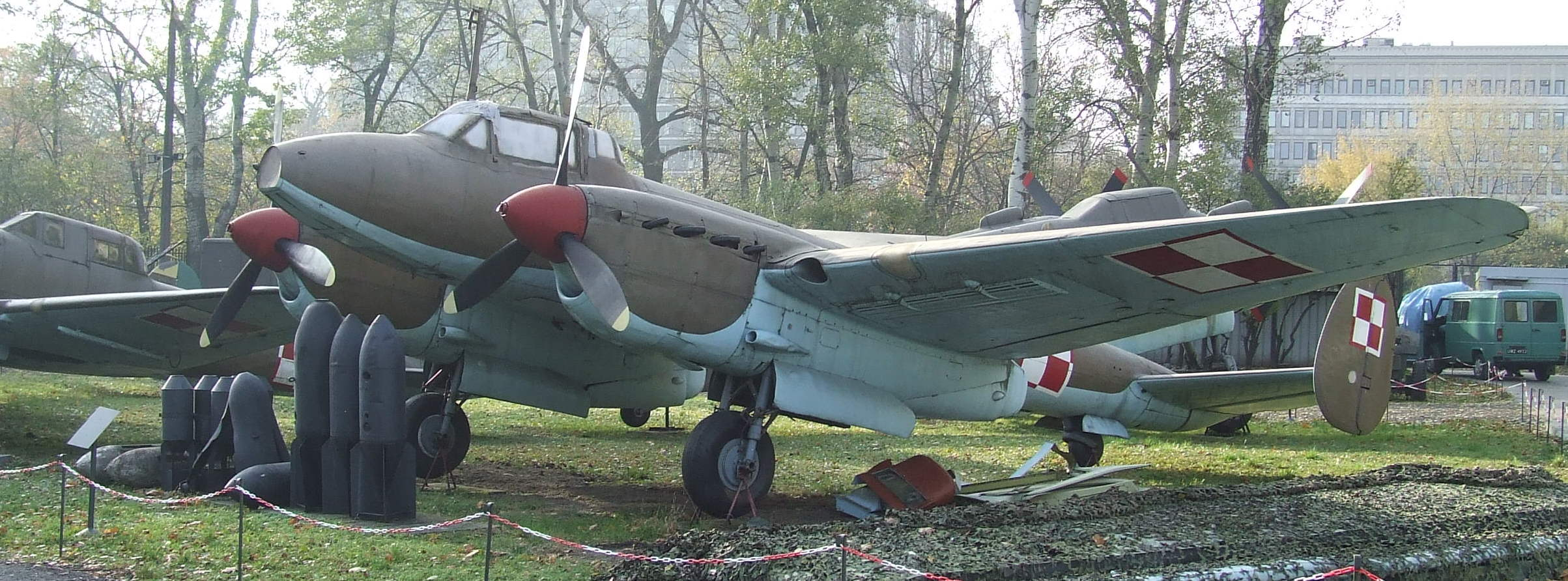
Pe-2FT v Muzeu Polské armády ve Varšavě

Bulharská lidová republika
- Bulharské letectvo

 Československo
- 1. československá smíšená letecká divize v SSSR
- Československé letectvo

 Čína
- Letectvo Čínské lidové osvobozenecké armády

 Finsko
- Finské letectvo (ukořistěné exempláře)

 Jugoslávie
- Jugoslávské letectvo

 Polská lidová republika
- Polské letectvo

 Sovětský svaz
- Sovětské letectvo
- Sovětské námořní letectvo

## Specifikace (Pe-2)

Petljakov Pe-2M-82

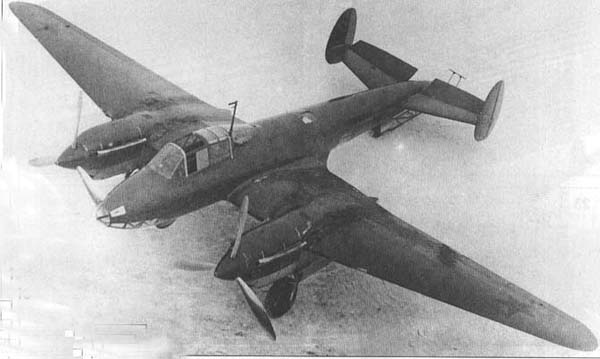
Sériový Pe-2

Údaje dle

### Technické údaje
- Osádka: 3
- Rozpětí: 17,20 m
- Délka: 12,66 m
- Výška: 3,50 m
- Nosná plocha: 40,50 m²
- Hmotnost prázdného letounu: 5 870 kg
- Max. vzletová hmotnost : 8 520 kg
- Pohonná jednotka: 2 × dvanáctiválcový vidlicový motor Klimov M-105R nebo RA
- Výkon pohonné jednotky: 1100 k

### Výkony
- Maximální rychlost: 540 km/h
- Počáteční stoupavost: 436 m/min
- Dostup: 8 800 m
- Dolet: 1200 km

### Výzbroj
- dva pevné kulomety UBS ráže 12,7 mm v přídi
- pohyblivý kulomet UBT ráže 12,7 mm v otočné věži
- kulomet UBT případně ŠKAS ráže 7,62 mm pro obranu zadní polosféry.